# Sanyōonoda
Sanyōonoda, alternativt Sanyō-Onoda eller San'yō-Onoda, (japanska: 山陽小野田市?, Sanyōonoda-shi) är en stad i den japanska prefekturen Yamaguchi och är belägen vid den sydvästra kusten av ön Honshū. Staden bildades 2005 genom en sammanslagning av staden Onoda med kommunen Sanyō.